# Karl Klimsch
Pour les articles homonymes, voir Klimsch.
Karl Klimsch, né le 15 janvier 1867 à Francfort-sur-le-Main et mort en 1936, est un peintre et graphiste allemand.

## Biographie
Karl Klimsch est le fils du peintre et illustrateur Eugen Klimsch (de) et le frère du peintre animalier Paul Klimsch et du sculpteur Fritz Klimsch. Il étudie d'abord à l'atelier de Gabriel von Hackl à l'académie des beaux-arts de Munich, puis à l'académie des beaux-arts de Carlsruhe à l'atelier de Ferdinand Keller et finalement à l'école d'art du grand-duché de Saxe, à Weimar, dans la classe de Max Thedy.
Karl Klimsch était avant tout portraitiste. Il était professeur à l'école Reimann de Berlin.
Klimsch créa en 1896 le logo de la brasserie berlinoise Kindl-Schultheiss GmbH.

## Source
- (de) Cet article est partiellement ou en totalité issu de l’article de Wikipédia en allemand intitulé « Karl Klimsch » (voir la liste des auteurs).